# انتفاضة براغ

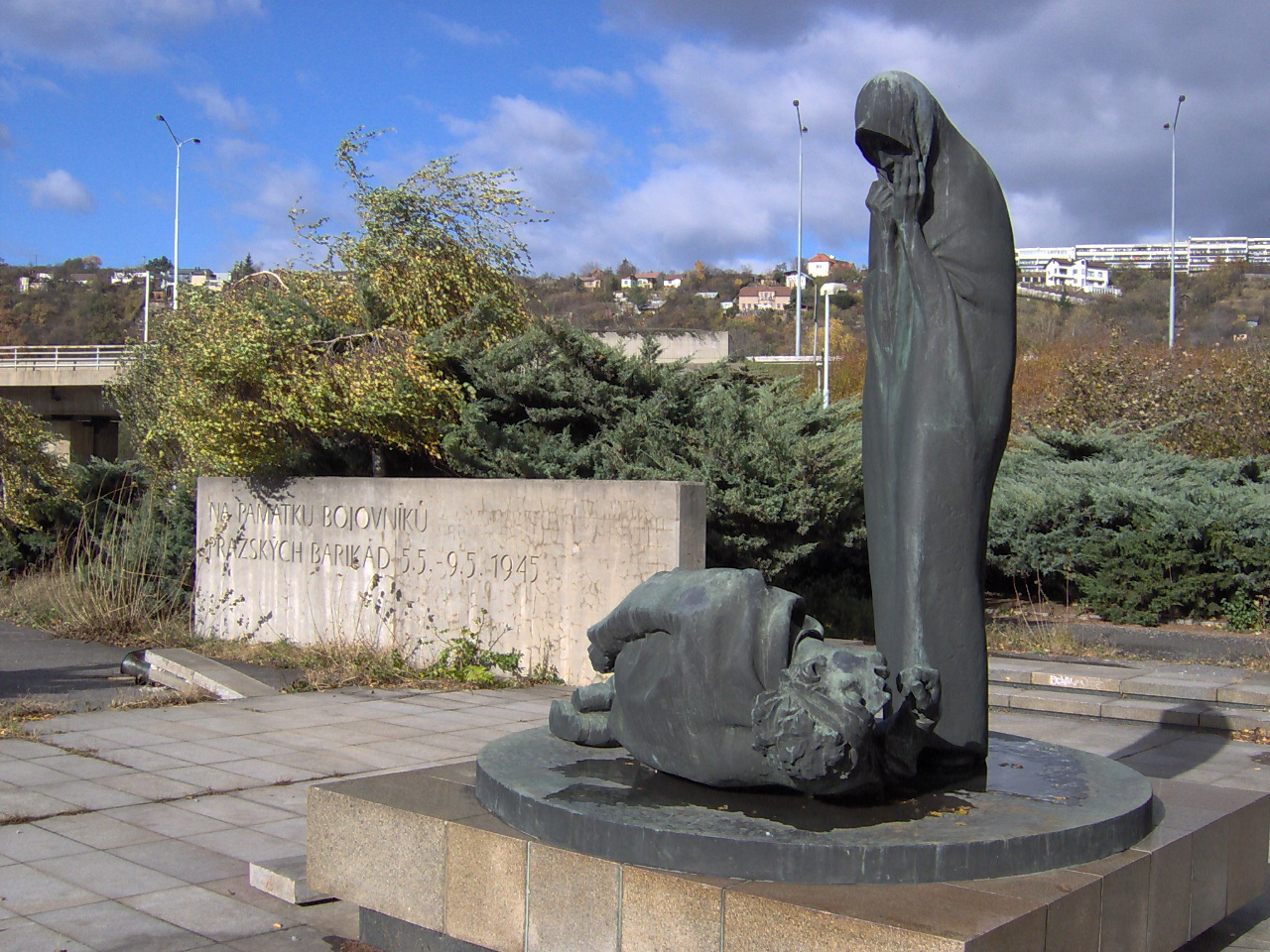

انتفاضة براغ (بالإنجليزية: Prague uprising)‏ كانت محاولة شبه ناجحة من المقاومة التشيكية في عام 1945 لتحرير مدينة براغ من الاحتلال الألماني أثناء الحرب العالمية الثانية. أشعلت السنوات الستة من الاحتلال المشاعر المعادية للألمان، ووفر اقتراب الجيش الأحمر والجيش الثالث للولايات المتحدة فرصة لنجاح الانتفاضة.
هاجم المواطنون التشيكيون المحتلين الألمان عشوائيًا خلال اللحظات الأخيرة من الحرب في أوروبا في 5 مايو 1945، وكشف القادة التشيكيون للمقاومة عن أنفسهم من المخابئ للانضمام لها. تبدل ولاء جيش التحرير الروسي من مناصرته للألمان إلى مناصرة التشيكيين. رد الجنود الألمان الهجوم، ولكن تقدمهم كان معاقًا بالمتاريس التي أقامها المواطنون التشيكيون. وقع القادة الألمان والتشيكيون على اتفاق بوقف إطلاق النار في 8 مايو؛ للسماح بانسحاب القوات الألمانية من المدينة، ولكن لم تطع هذا الاتفاق كل وحدات فافن إس إس. استمر القتال حتى 9 مايو، عندما دخل الجيش الأحمر وحرر المدينة.
كانت الانتفاضة وحشية، وارتكب الجانبان جرائم حرب. استمر العنف ضد الألمان بعد فترة التحرر، بعد تجريم الحكومة التشيكوسلوفاكية له، وبُرر بالانتقام من الاحتلال، أو بوصفه وسيلة لتشجيع الألمان على الرحيل.
أصدر اللواء دوايت إيزنهاور أوامره لجورج باتون من الجيش الثالث للولايات المتحدة بعدم نصرة الثوار التشيكيين، ما حجَّم من الثقة في القوى الغربية في تشيكوسلوفاكيا لفترة ما بعد الحرب. قُدمت الانتفاضة بوصفها رمزًا للمقاومة التشيكية للحكم النازي، واستخدم الحزب الشيوعي التشيكوسلوفاكي دور جيش التحرير الروسي لزيادة شعبية الشيوعية.

## الخلفية

### الاحتلال الألماني
أعلن المستشار الألماني أدولف هتلر في عام 1938 عن نيته لضم السوديت، وهي منطقة من تشيكوسلوفاكيا تضم أغلبية من الإثنية الألمانية. لم يكن في نية بريطانيا أو فرنسا الحرب، مثل كل التسويات السابقة مع هتلر. تفاوض رئيس الورزاء البريطاني نيفيل تشامبرلين ورئيس الوزراء الفرنسي إدوار دلادييه مع هتلر وقبلوا مطالبه في النهاية في اتفاقية ميونخ، مقابل ضمانات من ألمانيا النازية بعدم ضم أي أراضٍ إضافية. عندما أعلن النظام السلوفاكي استقلال سلوفاكيا بعد خمس شهور، أحضر هتلر الرئيس التشيكوسلوفاكي إميل هاشا إلى برلين وأجبره على القبول بالاحتلال الألماني لبقايا دولة التشيك، وإعادة تنظيم الدولة لتصير محمية بوهيميا ومورافيا. غزت ألمانيا سائر المناطق التشيكية واحتلتها. لم تتدخل بريطانيا عسكريًا في تشيكوسلوفاكيا، ولم تتدخل فرنسا، بالرغم من تحالفها الدفاعي مع تشيكوسلوفاكيا.
اعتبر النازيون أغلب التشيكيين من العرق الآري، وبالتالي ملائمين لعملية الألمنة. ولذلك كان الاحتلال الألماني لهذه المنطقة أقل قسوة من الأمم السلافية الأخرى. ارتفعت معايير حياة العصور الحربية في المنطقة المحتلة عن ألمانيا نفسها. ولكن تعرضت حرية التعبير للقمع وحُكم على 400 ألف تشيكي بالعمل القسري في الرايخ. أُعدم ما يزيد عن 20 ألف تشيكي أثناء سنوات الاحتلال الستة، ومات آلاف آخرون في معسكرات الاعتقال. عُين راينهارد هايدريش قائمًا بأعمال الحامي النازي لبوهيميا ومورافيا في عام 1941، وشرع بممارسات أشد وحشية آنذاك. أدت وحشيته إلى إصدار الحلفاء أوامر باغتياله في السنة التالية، ولكن الألمان قتلوا ما يزيد عن ألف تشيكي في القصاص، منها قرى كاملة مثل لايديس ولاجاكي. وبينما كان العنف العام للاحتلال أقل شدة عنه في أوروبا الغربية، لم يتوقف عن إثارة المشاعر المعادية للألمان في نفوس التشيكيين.

### الموقف العسكري
تكونت بوهيميا ومورافيا من إجمالي 120 مجموعة، بقوة مجمعة تصل إلى 7500 فرد. قطع الأشياع السكة الحديدية وطرق المواصلات السريعة بإيقاف السير والكباري والهجوم على القطارات والمحطات. توقفت بعض السكك الحديدية عن العمل في المساء في بعض الأيام، وأُجبرت القطارات على السفر بسرعة أبطء. تقهقرت وحدات فافن إس إس جراء هجوم الجيش الأحمر وتقدمه في مورافيا، وحرقت المدينة بأكلمها في رد فعل انتقامي. نشرت مجموعات الحزب الشيوعي منشورات بروباغاندا داعية للعصيان، بالرغم من فقدانهم للقيادة بعد حملات التطهير في مارس عام 1945 التي أجريت على يد الغيستابو. عمَّ القلق بين الجنود والمدنيين الألمان، واستعدوا بالانتقام العنيف لهذا الاحتلال. حاول لواء شرطة الإس إس بث كارل فرانك رسالة مسجلة عبر الراديو مهددًا بتدمير براغ وإغراق المعارضة في بحور من الدماء، في محاولة لاستعادة السلطة الألمانية.
أعد ضباط تشيكوسلوفاكيا قيادة بارتوس، تحت قيادة اللواء كاريل كوتلفاسر، للإشراف على القتال في براغ، وقيادة أليكس، تحت قيادة اللواء فرانتيشيك سلونيتشكو لتوجيه الوحدات الثورية في المدن، وذلك في بداية 1945. تشكل المجلس الوطني التشيكي في تلك الأثناء، مكونًا من ممثلين من كافة الأحزاب السياسية التشيكية، لتولي القيادة السياسية بعد الإطاحة بالنازية والسلطات المتواطئة معهم. اعتمد القادة العسكريون المخططون للانتفاضة على ولاء الأعضاء تشيكيي الإثنية من الشرطة، وجيش الحكومة في محمية بوهيميا ومورافيا، وأعضاء الخدمات المدنية الرئيسة، مثل أعضاء المواصلات واللواءات. كان جيش التحرير الروسي، المتفق على القتال لصالح ألمانيا النازية، واقعًا خارج براغ. أرسلت القيادة العسكرية التشيكية رسالة لجيش التحرير الروسي، ممثلًا في قائد فرقة المشاة الأولى اللواء سيرجي بوناتشينكو، لتجنب اتهامه بالتواطؤ مع الألمان، فوافق بوناتشينكو على مساعدة التشيكيين.
دخل الجيش الثالث للولايات المتحدة الأمريكية تشيكوسلوفاكيا في الرابع من مايو تحت قيادة اللواء جورج س. باتون. كان رئيس الوزراء البريطاني وينستون تشرتشل القائد السياسي المدافع الوحيد عن تحرير براغ على يد قوات الحلفاء الغربية. وفي تليغرام إلى اللواء دوايت أيزنهاور، القائد الأعلى لقوات الحلفاء في أوروبا، أشار إلى ذلك قائلًا: «سيتحول الوضع بعد الحرب بالكامل بالنسبة لتشيكوسلوفاكيا إذا تحررت براغ على يد قوات الولايات المتحدة الأمريكية، وربما يؤثر بشدة على الدول المجاورة.» أراد الزعيم السوفيتي جوزيف ستالين أن تشترك قواته أيضًا في تحرير المدينة، وطلب من الأمريكيين التوقف عند بلزن، على مسافة 50 ميل من الغرب. خطط الجيش الأحمر لهجوم عملاق على المحمية، يبدأ في 7 مارس. وافق أيزنهاور على مطالب الاتحاد السوفيتي بدخول الجيش الأحمر إلى براغ؛ إذ لم يرغب بمعاداة الاتحاد السوفيتي، وأراد تجنب الخسائر الأمريكية المحتملة في العملية.

## الانتفاضة

### 5 مايو
بدأت معارضة الاحتلال في المذياع التشيكي في الصباح بالبث باللغة التشيكية المجرمة. تقابلت قيادة بارتوس والمجموعات الشيوعية منفصلين وقرر الطرفان الشروع في الانتفاضة المسلحة في 7 مايو. احتشد المواطنون التشيكيون في الشوارع، مخربين النقوش الألمانية، وممزقين للأعلام الألمانية. رفض سائقو الترام العمل بالرايخ مارك، ورفضوا الوقوف للألمان، كما طلب المحتلون. أحيط بعض الجنود الألمان وقُتلوا. هدد فرانك بالتصويب على التشيكيين المتجمهرين في الشوارع والقضاء عليهم، ورفع من عدد الدوريات العسكرية الألمانية، في محاولة لإخماد شعلة الانتفاضة. شرع بعض الجنود الألمان بإطلاق النار على الحشود.
بث المذياع بحلول الظهيرة توسلًا للشرطة والدرك طالبًا منهم المساعدة في قتال قوات الإس إس داخل أبنية الراديو. استجاب منشقون من شرطة الحكومة لهذا النداء، وقوبلوا بمقاومة عنيفة لاستعادة المبنى. استمر المذياع في البث طوال تلك الفترة. اشعل التوسل القتال في المدينة، وتركزت الاشتباكات في قلب المدينة، بالرغم من عدم توجيه هذا النداء للجماهير. احتشدت تجمعات من المدنيين، أغلبهم من الرجال الصغار غير المدربين عسكريًا، فأطبقوا على الحاميات والمخازن الألمانية. وقع عدد من الضحايا على يد القوات الألمانية والمدنيين المتسللين من نقاط القوة أو الأسطح. بدأت القوات التشيكية في اعتقال الألمان والمتواطئين معهم ردًا على ذلك. ساعد التشيكيون غير العسكريين عبر إقامة المستشفيات للجرحى وإحضار الطعام والماء وغيرها من الضروريات للمتاريس، بينما أجبرت القوات الألمانية على النهب للحصول على المؤن الأساسية. استحوذت القوات التشيكية على آلاف الأسلحة النارية ومئات من قاذف بانزر فاوست، وخمس مدرعات، ولكنها عانت من نقص الأسلحة رغمًا عن ذلك.